# Liste der Naturdenkmale in Treuenbrietzen
Die Liste der Naturdenkmale in Treuenbrietzen nennt die Naturdenkmale in Treuenbrietzen im Landkreis Potsdam-Mittelmark in Brandenburg.
In den Spalten befinden sich folgende Informationen:
- Nr.: Identifizierungsnummer nach veröffentlichter Liste. Sie wird von der unteren Naturschutzbehörde des Landkreises oder der kreisfreien Stadt vergeben. Wenn sie bekannt ist, wird sie angegeben. In dieser Spalte kann sich zusätzlich das Wort Wikidata befinden, der entsprechende Link führt zu Angaben zu diesem Naturdenkmal bei Wikidata.
- Bezeichnung: Benennung des Naturdenkmals, in der Regel wird bei Bäume die Baumart genannt. Bekannte Eigennamen werden mit angegeben.
- Gemarkung: Ort oder Gemarkung, in der sich das Naturdenkmal befindet
- Lage: Nennt die Lage des Naturdenkmals im jeweiligen Ortsteil und die geografischen Koordinaten des Naturdenkmals. Link zu einem Kartenansichtstool, um Koordinaten zu setzen. In der Kartenansicht sind Naturdenkmale ohne Koordinaten mit einem roten beziehungsweise orangen Marker dargestellt und können in der Karte gesetzt werden. Denkmale ohne Bild sind mit einem blauen bzw. roten Marker gekennzeichnet, Denkmale mit Bild mit einem grünen beziehungsweise orangen Marker.
- Beschreibung: die Beschreibung des Naturdenkmales
- Schutzzweck: Erläutert den Grund der Unterschutzstellung
- Bild: Zeigt ein Bild des Naturdenkmales und gegebenenfalls ein Link zu weiteren Fotos im Medienarchiv Wikimedia Commons

## Bardenitz
| Bild | Bezeichnung    | Lage                                                                                 | Beschreibung                                        | Schutzzweck                                       | Nummer |
| ---- | -------------- | ------------------------------------------------------------------------------------ | --------------------------------------------------- | ------------------------------------------------- | ------ |
| BW   | Linde          | Bardenitz, Pechüle, an der Kreuzung in der Ortslage (52° 4′ 29,1″ N, 12° 57′ 5,5″ O) | Linde (Tilia spec.). Kronendurchmesser 10 m         | Seltenheit, Eigenart, Alter, Größe                | 012-02 |
| BW   | Friedens-Eiche | Bardenitz, Pechüle, an der Kreuzung in der Ortslage (52° 4′ 30,1″ N, 12° 57′ 5,4″ O) | Stiel-Eiche (Quercus robur). Kronendurchmesser 15 m | Seltenheit, Eigenart, kulturhistorische Bedeutung | 012-03 |
| BW   | Linden         | Bardenitz, Ortslage Klausdorf, Dorfstraße (52° 2′ 56,2″ N, 12° 56′ 33,8″ O)          | 4 Linden (Tilia spec.). Kronendurchmesser je 15 m   | Seltenheit, Eigenart, Ortsbild                    | 012-04 |

## Brachwitz
| Bild | Bezeichnung | Lage                                                                                      | Beschreibung                                        | Schutzzweck                           | Nummer |
| ---- | ----------- | ----------------------------------------------------------------------------------------- | --------------------------------------------------- | ------------------------------------- | ------ |
| BW   | Eiche       | Brachwitz, vor der Kirche, direkt an der Bushaltestelle (52° 8′ 48,3″ N, 12° 53′ 14,3″ O) | Stiel-Eiche (Quercus robur). Kronendurchmesser 26 m | Seltenheit, Eigenart, Größe, Ortsbild | 064-01 |

## Dietersdorf
| Bild | Bezeichnung | Lage                                                                              | Beschreibung                                        | Schutzzweck                 | Nummer |
| ---- | ----------- | --------------------------------------------------------------------------------- | --------------------------------------------------- | --------------------------- | ------ |
| BW   | Eiche       | Dietersdorf, Ortslage an der B2, am Lutherbrunnen (52° 2′ 14″ N, 12° 48′ 25,3″ O) | Stiel-Eiche (Quercus robur). Kronendurchmesser 20 m | Seltenheit, Eigenart, Größe | 136-01 |

## Feldheim
| Bild | Bezeichnung        | Lage | Beschreibung                                                                                     | Schutzzweck                           | Nummer |
| ---- | ------------------ | --- | ------------------------------------------------------------------------------------------------ | ------------------------------------- | ------ |
| BW   | Dorf-Linde         | Feldheim, Ortslage Feldheim, östlich an der Durchgangsstraße vor Haus Nr. 13, rechter Baum (52° 0′ 40,8″ N, 12° 49′ 10,3″ O) | Linde (Tilia spec.). Kronendurchmesser 10 m                                                      | Seltenheit, Eigenart, Alter           | 164-01 |
| BW   | Eichen am Friedhof | Feldheim, Feldheim, Westrand Friedhof (52° 0′ 42,4″ N, 12° 49′ 3,3″ O)                                                       | 6 Stiel-Eichen (Quercus robur). Kronendurchmesser je 20 m                                        | Seltenheit, Eigenart, Alter           | 164-02 |
| BW   | Buchen             | Feldheim, Feldheim, Pfarrgarten (neben Kirchhof) (52° 0′ 43,1″ N, 12° 49′ 6,8″ O)                                            | Blutbuche (Fagus sylvatica var. purpurea), Rotbuche (Fagus sylvatica). Kronendurchmesser je 20 m | Seltenheit, Eigenart                  | 164-03 |
| BW   | Linde              | Feldheim (Schwabeck), Ortsteil Schwabeck, an der B2 vor Gaststätte „Zur Linde“ (52° 1′ 36,9″ N, 12° 47′ 55,8″ O)             | Winter-Linde (Tilia cordata). Kronendurchmesser 12 m                                             | Seltenheit, Eigenart, Alter           | 164-04 |
| BW   | Eiche              | Feldheim, 1,2 km nordöstlich von Schwabeck, alter Verbindungsweg Schwabeck-Lüdendorf (52° 1′ 43,2″ N, 12° 49′ 52″ O)         | Stiel-Eiche (Quercus robur). Kronendurchmesser 18 m                                              | Seltenheit, Eigenart, Landschaftsbild | 164-08 |

## Lobbese
| Bild | Bezeichnung | Lage | Beschreibung | Schutzzweck                           | Nummer |
| ---- | ----------- | --- | ------------ | ------------------------------------- | ------ |
| BW   | Flatterulme | Lobbese, Ortsteil Zeuden, östlicher Ortsrand, Haus Nr. 2, auf umzäunter Weidefläche (52° 1′ 25,8″ N, 12° 44′ 23,9″ O) | Flatterulme  | Seltenheit, Eigenart, Größe, Ortsbild | 348-01 |

## Lühsdorf
| Bild | Bezeichnung | Lage                                                                                       | Beschreibung                | Schutzzweck                           | Nummer |
| ---- | ----------- | ------------------------------------------------------------------------------------------ | --------------------------- | ------------------------------------- | ------ |
| BW   | Dorf-Linde  | Lühsdorf, Dorfstraße im Rundling, nordwestlich der Kirche (52° 9′ 27,3″ N, 12° 58′ 9,7″ O) | Linde (Tilia spec.).        | Seltenheit, Eigenart, Ortsbild        | 360-01 |
| BW   | Eiche       | Lühsdorf, unmittelbar westlich des Ortes (52° 9′ 29,6″ N, 12° 58′ 3,8″ O)                  | Stiel-Eiche (Quercus robur) | Seltenheit, Eigenart, Landschaftsbild | 360-02 |
| BW   | Eiche       | Lühsdorf, Dorfstraße am Abzweig (52° 9′ 21,9″ N, 12° 58′ 9,7″ O)                           | Stiel-Eiche (Quercus robur) | Seltenheit, Eigenart, Ortsbild        | 360-03 |

## Marzahna
| Bild | Bezeichnung | Lage                                                                      | Beschreibung        | Schutzzweck                  | Nummer |
| ---- | ----------- | ------------------------------------------------------------------------- | ------------------- | ---------------------------- | ------ |
| BW   | Linde       | Marzahna, Schmögelsdorf, vor Haus Nr. 3 (52° 0′ 45,5″ N, 12° 47′ 27,9″ O) | Linde (Tilia spec.) | Altausweisung aus DDR-Zeiten | 380-01 |

## Niebel
| Bild | Bezeichnung     | Lage                                                                              | Beschreibung                                        | Schutzzweck                 | Nummer |
| ---- | --------------- | --------------------------------------------------------------------------------- | --------------------------------------------------- | --------------------------- | ------ |
| BW   | Fischer's Eiche | Niebel, östlich an der Straße Bardenitz-Kemnitz (52° 6′ 58,4″ N, 12° 58′ 20,5″ O) | Stiel-Eiche (Quercus robur). Kronendurchmesser 20 m | Seltenheit, Eigenart, Größe | 436-01 |

## Rietz
| Bild | Bezeichnung               | Lage                                                                                            | Beschreibung                                        | Schutzzweck          | Nummer |
| ---- | ------------------------- | ----------------------------------------------------------------------------------------------- | --------------------------------------------------- | -------------------- | ------ |
| BW   | Birke am Neurietzer Teich | Rietz, Teich unmittelbar nördlich der Straße Rietz - Neu-Rietz (52° 4′ 10,3″ N, 12° 47′ 4,6″ O) | Sand-Birke (Betula pendula). Kronendurchmesser 10 m | Seltenheit, Eigenart | 532-01 |

## Treuenbrietzen
| Bild            | Bezeichnung  | Lage | Beschreibung                                              | Schutzzweck                                  | Nummer |
| --------------- | ------------ | --- | --------------------------------------------------------- | -------------------------------------------- | ------ |
| Fotos hochladen | Eiche        | Alt Frohnsdorf, bei Gaststätte Alte Eiche (52° 2′ 52,6″ N, 12° 53′ 52,9″ O)                                                        | 2 Stiel-Eichen (Quercus robur). Kronendurchmesser 20 m    | Seltenheit, Eigenart, Größe                  | 632-01 |
| Fotos hochladen | Eiche        | Alt Frohnsdorf, Herrmann-Löns-Str. 4, Kolonistenhäuser (52° 3′ 7,9″ N, 12° 53′ 40,9″ O)                                            | 4 Stiel-Eichen (Quercus robur). Kronendurchmesser 20–25 m | Seltenheit, Eigenart, Größe                  | 632-02 |
| BW              | Eiche        | Alt Frohnsdorf, Herrmann-Löns-Str. 1, Waldhaus, unweit Abzweig (52° 3′ 5,6″ N, 12° 53′ 44,8″ O)                                    | Stiel-Eiche (Quercus robur). Kronendurchmesser 20 m       | Seltenheit, Eigenart, Größe                  | 632-04 |
| BW              | Eiche        | Alt Frohnsdorf, Herrmann-Löns-Str. 3a, nördlicher Ortsteil (52° 3′ 13,5″ N, 12° 53′ 33,6″ O)                                       | Stiel-Eiche (Quercus robur). Kronendurchmesser 25 m       | Seltenheit, Eigenart, Größe                  | 632-05 |
| BW              | Eiche        | Treuenbrietzen, Nordwalder Ring, ehem. Steinmühlenstraße (52° 5′ 32,7″ N, 12° 52′ 13,5″ O)                                         | Stiel-Eiche (Quercus robur). Kronendurchmesser 20 m       | Seltenheit, Eigenart, Größe                  | 632-06 |
| BW              | Eiche        | Bardenitz, nordwestlich Bardenitz im NSG Zarth (Rand) (52° 5′ 11,1″ N, 12° 55′ 36,8″ O)                                            | Stiel-Eiche (Quercus robur). Kronendurchmesser 15 m       | Seltenheit, Eigenart, Größe, Landschaftsbild | 632-07 |
| BW              | Königs-Eiche | Treuenbrietzen, an der B2 zwischen Abzweig Niebel und Treuenbrietzen (52° 7′ 42,4″ N, 12° 54′ 12″ O)                               | Stiel-Eiche (Quercus robur). Kronendurchmesser 20 m       | Seltenheit, Eigenart, Größe                  | 632-08 |
| BW              | Eiche        | Lüdendorf, Verbindungsstraße Lüdendorf-Schwabeck, 1,5 km Richtung Schwabeck, rechts auf Ackerfläche (52° 1′ 46″ N, 12° 51′ 8,9″ O) | Stiel-Eiche (Quercus robur). Kronendurchmesser 17 m       | Seltenheit, Eigenart, Landschaftsbild, Wuchs | 632-10 |